# Quiatongán
Quiatongán  (Quitongao Island) es una isla situada en Filipinas, adyacente a la de Mindanao. Corresponde al término municipal de la Ciudad de Surigao perteneciente a  la provincia de Surigao del Norte situada en la Región Administrativa de Caraga, también denominada Región XIII.

## Geografía
Isla situada  18 km al nordeste de la ciudad de Surigao, limítrofe con el municipio de Taganaán, al este se encuentran las islas de Hinatuán y Talavera, al sur la de Masapelid y al oeste Maanoc y Condona.
Cierra por occidente la bahía de Cagutsán quedando al sur de la isla de Bayagnán y al este de la de Bilabid.
Tiene una extensión superficial de 0,4702 km² y forma parte del barrio de Manjagao.